# 小瀧尚弘
小瀧 尚弘（こたき なおひろ、1992年6月13日 - ）は、ジャパンラグビーリーグワンのコベルコ神戸スティーラーズに所属するラグビー選手。

## プロフィール
- 鹿児島県鹿屋市出身。
- ポジションはロック(LO)。
- 身長 194 cm、体重 110 kg
- ニックネームはこたき、なお。
- 日本代表キャップは11。（2021年11月14日現在）
- 高校日本代表[1] や日本Ａ代表に選ばれたことがある。

## 略歴
高校からラグビーを始めた。
2011年、鹿児島実業高校卒業後、帝京大学に入る。なお帝京大学では大学選手権6連覇に貢献した。
2014年、日本代表のスコッドに選出された。
2015年、帝京大学卒業後、東芝ブレイブルーパス(現・東芝ブレイブルーパス東京)に加入。同年11月14日に行われたジャパンラグビートップリーグ第1節のクボタスピアーズ戦に先発出場で公式戦初出場を果たした。
2016年4月30日に行われた2016年アジアラグビーチャンピオンシップ第1戦韓国戦で途中出場で日本代表初キャップを獲得した。さらに同年6月にはサンウルブズに追加招集された。
2021年、神戸製鋼コベルコスティーラーズ(現・コベルコ神戸スティーラーズ)に加入。
2021年、日本代表としてヨーロッパ遠征中に垣永真之介、堀越康介、小瀧尚弘、中村亮土の4名がバーバリアンズに選ばれ、イングランドのトゥイッケナム・スタジアムでサモア代表と11月27日に対戦する予定だったが、新型コロナウイルス対策のため中止になった。

## 受賞歴
- 2015-16トップリーグ新人賞